# The Cat Walk
The Cat Walk è un album di Donald Byrd, pubblicato dalla Blue Note Records nel febbraio del 1962. Il disco fu registrato il 2 maggio del 1961 al Van Gelder Studio di Englewood Cliffs, New Jersey (Stati Uniti).

## Tracce
Lato A
1. Say You're Mine – 7:19 (Duke Pearson)
2. Duke's Mixture – 7:01 (Duke Pearson)
3. Each Time I Think of You – 5:34 (Donald Byrd, Duke Pearson)

Lato B
1. The Cat Walk – 6:40 (Donald Byrd)
2. Cute – 6:17 (Neal Hefti)
3. Hello Bright Sunflower – 7:33 (Duke Pearson)

## Musicisti
- Donald Byrd - tromba
- Pepper Adams - sassofono baritono
- Duke Pearson - pianoforte
- Laymon Jackson - contrabbasso
- Philly Joe Jones - batteria[3]